# Липовське (Туринський міський округ)
Ли́повське (рос. Липовское) — село у складі Туринського міського округу Свердловської області.
Населення — 623 особи (2010, 759 у 2002).
Національний склад населення станом на 2002 рік: росіяни — 94 %.